# Lacunosus

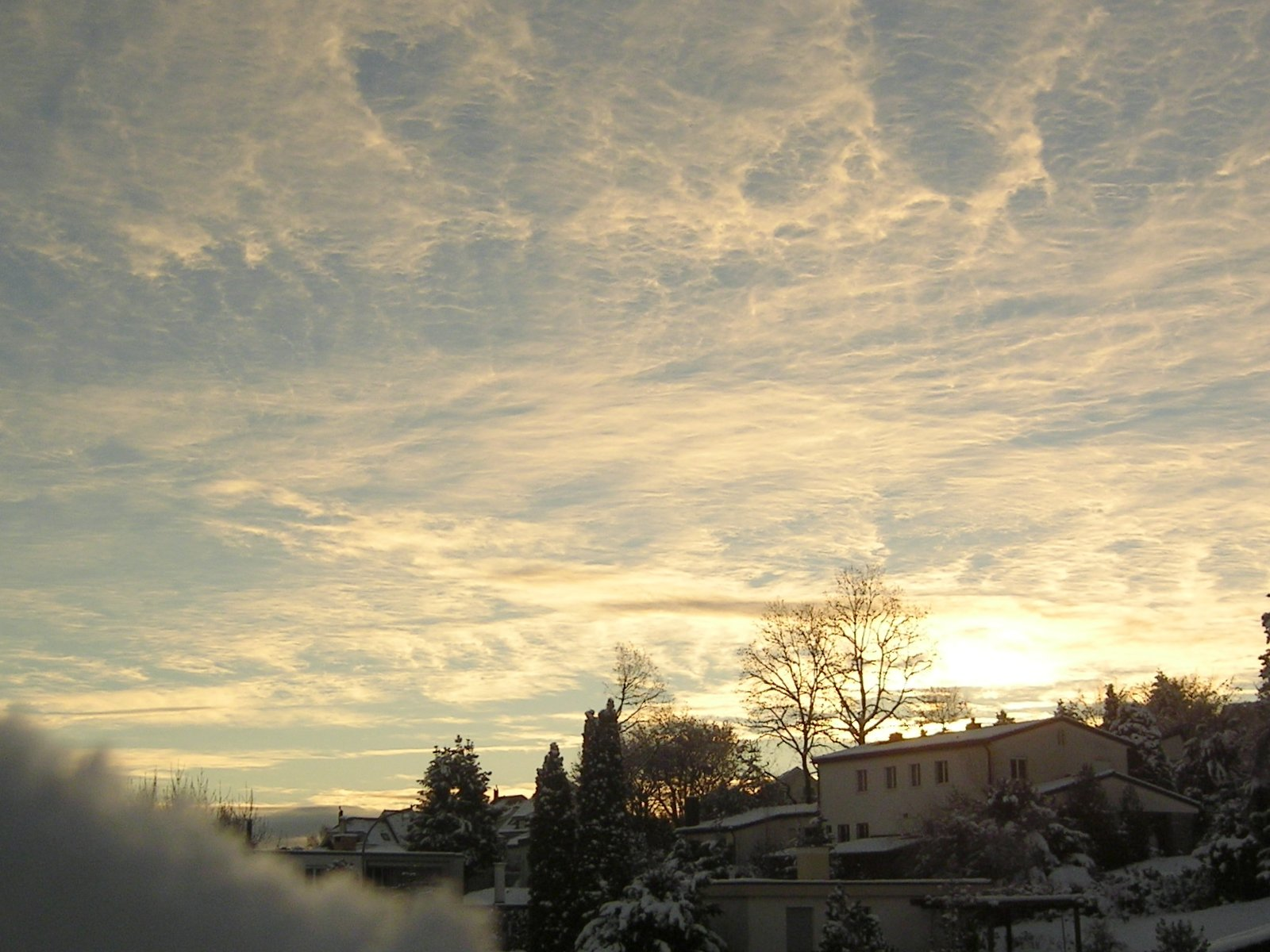
Cirrocumulus stratiformis lacunosus

lacunosus (łac. pełny łuk, przerw, dziur, wklęsłości) – odmiana chmur. Ma postać często dość cienkich ławic, płatów i warstw, w których występują mniej lub bardziej regularnie rozłożone otwory, zwykle zaokrąglone i o postrzępionych brzegach. Układ członów i otworów przypomina najczęściej sieć lub plaster miodu. Określenie lacunosus odnosi się głównie do chmur Cirrocumulus i Altocumulus, niekiedy także i do chmur Stratocumulus.